# Anthony DiNozzo
L'agente speciale Anthony DiNozzo, detto Tony, è un personaggio della serie televisiva NCIS - Unità anticrimine, interpretato da Michael Weatherly. Compare per la prima volta nell'episodio pilota La regina di ghiaccio e fa parte del cast principale, come agente anziano del Major Case Response Team comandato dall'agente speciale Leroy Jethro Gibbs, fino alla fine della 13ª stagione, quando decide di abbandonare la squadra per occuparsi della figlia Tali.

## Sviluppo del personaggio
Michael Weatherly è stato scelto per fare parte del cast di NCIS nel 2003. Nelle audiointerviste a corredo del DVD della terza stagione il creatore della serie Donald P. Bellisario ha raccontato di come abbia conosciuto Weatherly e abbia deciso di assegnargli la parte di DiNozzo:
In un'altra intervista Bellisario ha dichiarato: «Non posso che elogiare Michael Weatherly... ha iniziato con l'NCIS interpretando un personaggio che risultava molto antipatico ad alcune donne in quanto un vero sciovinista e, nel corso delle stagioni, è cambiato, ha preso il suo personaggio e lo ha ammorbidito».
In una intervista del 2007 Michael Weatherly ha raccontato che inizialmente era riluttante a fare parte di uno spin-off di JAG, in quanto rischiava di essere visto come facente sempre parte della serie originaria. Inoltre temeva di non essere adatto per il ruolo di Anthony DiNozzo, che avrebbe dovuto essere un grintoso e spigoloso poliziotto della squadra omicidi di Baltimora, ma fu conquistato dalla personalità e dalla narrazione di Bellisario.

## Background del personaggio
Tony discende da un'agiata famiglia italo-americana di Long Island, a New York. Nelle prime stagioni viene raccontato poco della sua famiglia, ad eccezione di alcune sporadiche battute, finché, nel dodicesimo episodio della settima stagione, non fa la sua comparsa il padre di Tony, Anthony DiNozzo Senior (interpretato da Robert Wagner). Si scopre così che la madre di Tony è morta quando lui aveva otto anni e, in seguito, suo padre è stato un genitore assente, che invece di passare del tempo con il figlio lo mandava in collegio e in campi estivi. Per questo motivo Tony ha inizialmente un rapporto freddo con il padre, che però migliorerà nelle stagioni successive.
Nell'episodio Gli scherzi della mente, prima parte della decima stagione, Tony ritrova una vecchia macchina fotografica che contiene ancora delle foto di lui da bambino insieme alla madre e racconta ai colleghi che la sua passione per i film deriva dal fatto che, prima di morire, la madre lo portava spesso al cinema.
Dopo essere stato espulso da sei collegi in quattro anni, Tony si diploma alla Remington Military Academy di Tiverton, nel Rhode Island. Si è in seguito laureato in educazione fisica all'Università statale dell'Ohio, dove ha anche giocato nella squadra di pallacanestro.
In seguito è entrato in polizia, lavorando a Peoria, nell'Illinois, a Filadelfia e alla squadra omicidi di Baltimora, prima di essere assunto nell'NCIS.

## Aspetto e personalità
All'inizio della serie ha poco più di 30 anni, ma in più occasioni dimostra un carattere da adolescente. Ama prendere in giro i suoi colleghi, ed in modo particolare Timothy McGee, affibbiando loro buffi soprannomi e facendo loro degli scherzi. Non rispetta gli spazi personali, non esitando a sbirciare le agende dei compagni di lavoro o ad ascoltare le loro telefonate personali, comportamenti che spesso irritano i colleghi. Allo stesso tempo, però, è un agente molto abile e leale con gli altri membri della squadra ed in modo particolare con il supervisore Leroy Jethro Gibbs.
Ama vestirsi con abiti firmati ed è un grande appassionato di cinema ed è solito citare spesso scene e frasi celebri dei suoi film preferiti. Tra i suoi idoli vi sono il James Bond di Sean Connery e Tommy Lee Jones. Inoltre, è un grande fan di Magnum, P.I. (passione che condivide con Micheal Weatherly) e Airwolf, entrambe serie televisive ideate da Donald P. Bellisario.

### Relazioni sociali
Tony è un dongiovanni e le sue molte - e spesso di breve durata - frequentazioni femminili sono spesso fonte di siparietti comici con i colleghi. Tra le sue relazioni è possibile citare quella con le colleghe Paula Cassidy e E.J. Barrett, quella con la sua insegnante di musica del liceo Wendy Miller, da cui venne lasciato il giorno prima del matrimonio, e quella con l'agente del Bureau of Alcohol, Tobacco, Firearms and Explosives e sua ex partner in polizia Zoe Keats.

#### Ziva David
L'amore della sua vita lo troverà con la collega Ziva David, agente di collegamento del Mossad che entra a fare parte della squadra dopo la morte di Caitlin Todd. La relazione tra i due agenti è come quella fra un gatto e un topo che si stuzzicano continuamente tra loro e sono gelosi delle rispettive frequentazioni, senza volerlo mai ammettere apertamente. Benché una vera relazione tra i due non venga resa esplicita fino all'inizio dell'undicesima stagione, quando Ziva decide di tornare in Israele e lasciare l'NCIS, è evidente che ci sia un profondo legame tra i due personaggi.
La relazione tra Tony e Ziva è stata molto amata dai fan della serie, che hanno anche coniato il termine Tiva (dalla prima lettera di Tony e le ultime di Ziva) per indicarla e che per varie stagioni si sono chiesti se sarebbe finalmente arrivato il momento in cui i due si dichiarassero i propri sentimenti reciproci.
Alla fine della tredicesima stagione Tony scoprirà che Ziva è apparentemente morta in un'esplosione in Israele e che dal momento di passione che ha condiviso con lei subito prima di dirsi addio due anni prima è nata una bambina chiamata Tali. L'agente deciderà allora di lasciare la squadra per prendersi meglio cura della figlia e viene sostituito da Nick Torres.
Nella diciassettesima stagione Tony contatta telefonicamente Gibbs dopo aver scoperto che Ziva è ancora viva e Gibbs incoraggia la donna a spiegargli tutto lei stessa, cosa che Ziva conferma che farà. I due, però, non si rivedono presto poiché Ziva scopre di essere ancora in pericolo poiché una terrorista le è ancora alle costole. Quando Gibbs uccide la terrorista per salvarle la vita, Ziva parte per Parigi per riunirsi con Tony e la figlia. Stando a quanto suo padre ha comunicato alla squadra durante una sua visita successiva, Tony e Ziva sono molto felici insieme.

#### Jeanne Benoit
Durante il corso della quarta stagione Tony viene incaricato dal direttore Shepard di instaurare una relazione con la dottoressa Jeanne Benoit durante una missione sotto copertura, all'insaputa anche dei suoi stessi colleghi. Jeanne è, infatti, la figlia di un noto trafficante di armi francese di nome René Benoit che Jenny Shepard desidera fortemente arrestare. Questo mette in grande difficoltà l'agente, sia per il fatto di ingannare la donna sia perché sa che la loro relazione non potrà avere futuro.
Nel primo episodio della quinta stagione Tony rivela a Jeanne la verità e questi, sconvolta per la scoperta sia delle bugie di DiNozzo sia della natura criminale del padre, se ne va. Lascia una lettera per Tony, in cui gli dice che non tornerà indietro, perciò egli deve decidere se abbandonare tutto per stare con lei o rinunciarvi. Nell'episodio seguente l'agente brucia la lettera, chiudendo la storia definitivamente.

## Accoglienza
Il personaggio di DiNozzo ha inizialmente suscitato reazioni contrastanti da parte del pubblico. Durante le prime stagioni è stato infatti descritto come "impavido ma un po' inesperto", "competente ma immaturo" e come un uomo che "cerca di piacere alle donne, bello ma sfortunato". Non era inoltre apprezzato da una parte del pubblico femminile per via del suo essere un donnaiolo e uno sciovinista.
Il carattere del personaggio evolve gradualmente nel corso della serie, in particolare dopo la morte dell'agente Caitlin Todd e la relazione sentimentale con la collega Ziva David. I suoi difetti vengono ammorbiditi e il personaggio diventa più serio ed esperto, ricevendo nel contempo recensioni più positive da parte della critica e del pubblico.
Nel novembre 2011 Anthony DiNozzo ha vinto il "definitivo torneo a eliminatorie tra i rappresentanti maschili delle forze dell'ordine" del sito tvline.com e nel 2012 è stato incluso nella classifica dei combattenti del crimine più sexy della rivista TV Guide.
Il rapporto di DiNozzo con la collega Ziva David è stato particolarmente amato dai fan della serie, che hanno anche coniato il portmanteau Tiva (dalla prima lettera di Tony e le ultime di Ziva) per indicare la coppia. Il duo è stato definito una "power couple" su Entertainment Weekly e nel maggio 2009 TV Guide ha dedicato loro una copertina parlando della "più calda relazione di amore-odio della tv".